# 99-я стрелковая дивизия (2-го формирования)
99-я стрелковая дивизия — воинское соединение Вооружённых сил СССР в Великой Отечественной войне

## История
Сформирована 21.05.1943 года на базе 99-й стрелковой бригады на Южном фронте.
В действующей армии: с 21.05.1943 по 26.09.1943, с 12.11.1943 по 04.09.1944 и с 27.10.1944 по 11.05.1945
В августе-сентябре 1943 года принимала участие в Донбасской наступательной операции, в ходе которой 02.09.1943 года приняла участие в освобождении Чистяково. После операции выведена в резерв, в ноябре 1943 года направлена на 1-й Украинский фронт, где принимая участие в Житомирско-Бердичевской операции на рассвете 24.12.1943 года перешла в наступление, принимала участие в освобождении Житомира 31.12.1943 года. Затем продолжила наступление и в ходе Проскуровско-Черновицкой операции приняла участие в освобождении 09.03.1944 года Староконстантинова, 14.04.1944 Тарнополя, вышла к предгорьям Карпат.
Принимала участие с середины июля 1944 года в Львовско-Сандомирской наступательной операции, 27.07.1944 года участвовала в освобождении Львова, понесла большие потери, выведена в резерв.
После пополнения принимала участие в Будапештской стратегической операции, начала наступление из района Кечкемета, затем подразделения дивизии с помощью Дунайской военной флотилии 05.12.1944 года скрытно переправились через Дунай южнее Будапешта (севернее города Эрчи) захватили плацдарм и перерезали шоссе Будапешт — Секешфехервар, с 07.12.1944 года отражала тяжёлый контрудар противника и была вынуждена перейти к обороне на так называемом рубеже «Маргарита».
За отличие при форсировании Дуная Указом Президиума Верховного Совета СССР от 24.03.1945 года Золотой Звездой Героя Советского Союза наградили 14 воинов из 2-го стрелкового батальона 1-го стрелкового полка старшего лейтенанта Забобонова Ивана Семёновича, в том числе: старшего лейтенанта Милова Павла Алексеевича, старшего лейтенанта Чубарова Алексея Кузьмича, лейтенанта Храпова Николая Константиновича, лейтенанта Колычева Олега Федосеевича, младшего лейтенанта Кутуева Рауфа Ибрагимовича, старшего сержанта Шарпило Петра Демьяновича, сержанта Ткаченко Ивана Васильевича, сержанта Полякова Николая Федотовича, рядового Зигуненко Ильи Ефимовича, рядового Остапенко Ивана Григорьевича, рядового Мележика Василия Афанасьевича, рядового Зубовича Константина Михайловича, рядового Трошкова Александра Даниловича…
После ликвидации группировки противника в Будапеште, дивизия приняла участие в Венской наступательной операции, наступая на направлении отвлекающего удара, и по обстановке приняв участие в освобождении Братиславы, неожиданно высадившись на северный берег Дуная западнее Комарно и оказавшись в тылу врага. Закончила войну участием в Пражской операции, к 11.05.1945 года выйдя к Чешских Будейовицам.

## Полное название
99-я стрелковая Житомирская Краснознамённая ордена Суворова дивизия

## Состав
- 1-й стрелковый полк
- 197-й стрелковый полк
- 206-й стрелковый полк
- 473-й артиллерийский полк
- 112-й отдельный самоходно-артиллерийский дивизион (112-й отдельный истребительно-противотанковый дивизион)
- 46-я отдельная разведывательная рота
- 20-й сапёрный батальон
- 858-й отдельный батальон связи (1542-я отдельная рота связи)
- 96-й медико-санитарный батальон
- 45-я отдельная рота химической защиты
- 198-я автотранспортная рота
- 170-я полевая хлебопекарня
- 262-й дивизионный ветеринарный лазарет
- ??-я полевая почтовая станция
- ??-я полевая касса Госбанка[1]

## Подчинение
| Дата            | Фронт (округ)        | Армия                 | Корпус (группа)                    | Примечания   |
| --------------- | -------------------- | --------------------- | ---------------------------------- | ------------ |
| 01.06.1943 года | Южный фронт          | 51-я армия            |                                    |              |
| 01.07.1943 года | Южный фронт          | 51-я армия            | 54-й стрелковый корпус             |              |
| 01.08.1943 года | Южный фронт          | 51-я армия            | 54-й стрелковый корпус             |              |
| 01.09.1943 года | Южный фронт          | 5-я ударная армия     |                                    |              |
| 01.10.1943 года | Резерв Ставки ВГК    | 58-я армия            |                                    |              |
| 01.11.1943 года | Резерв Ставки ВГК    | 58-я армия            | 94-й стрелковый корпус             |              |
| 01.12.1943 года | 1-й Украинский фронт | 1-я гвардейская армия | 94-й стрелковый корпус             |              |
| 01.01.1944 года | 1-й Украинский фронт | 1-я гвардейская армия | 94-й стрелковый корпус             |              |
| 01.02.1944 года | 1-й Украинский фронт | 1-я гвардейская армия | 94-й стрелковый корпус             |              |
| 01.03.1944 года | 1-й Украинский фронт | 1-я гвардейская армия | 94-й стрелковый корпус             |              |
| 01.04.1944 года | 1-й Украинский фронт | 60-я армия            | 94-й стрелковый корпус             |              |
| 01.05.1944 года | 1-й Украинский фронт | 60-я армия            | 23-й стрелковый корпус             |              |
| 01.06.1944 года | 1-й Украинский фронт | 60-я армия            | 23-й стрелковый корпус             |              |
| 01.07.1944 года | 1-й Украинский фронт | 60-я армия            | 23-й стрелковый корпус             |              |
| 01.08.1944 года | 1-й Украинский фронт | 60-я армия            | 23-й стрелковый корпус             |              |
| 01.09.1944 года | 1-й Украинский фронт | 60-я армия            | 23-й стрелковый корпус             |              |
| 01.10.1944 года | Резерв Ставки ВГК    | 6-я армия             | 23-й стрелковый корпус             |              |
| 01.11.1944 года | 2-й Украинский фронт | -                     | 23-й стрелковый корпус             |              |
| 01.12.1944 года | 2-й Украинский фронт | 46-я армия            | 23-й стрелковый корпус             |              |
| 01.01.1945 года | 3-й Украинский фронт | 46-я армия            | 23-й стрелковый корпус             | с 14.12.1944 |
| 01.02.1945 года | 3-й Украинский фронт | 46-я армия            | 10-й гвардейский стрелковый корпус |              |
| 01.03.1945 года | 2-й Украинский фронт | 46-я армия            | 10-й гвардейский стрелковый корпус | с 21.02.1945 |
| 01.04.1945 года | 2-й Украинский фронт | 46-я армия            | 68-й стрелковый корпус             |              |
| 01.05.1945 года | 2-й Украинский фронт | 46-я армия            | 68-й стрелковый корпус             |              |

## Командиры
- Лисецкий, Дионисий Антонович (21.05.1943 — 19.11.1943), полковник;
- Богданов, Иван Михайлович (17.12.1943 — 05.04.1944), полковник;
- Сараев, Александр Андреевич (28.04.1944 — 28.01.1945), генерал-майор;
- Дерзиян, Захар Татевосович (05.02.1945 — 09.05.1945), полковник.
- Левин, Семён Самуилович (июль 1945 — июнь 1946), полковник.[2]

## Заместители командира
- Катрич, Владимир Иванович (на июль 1944 года), полковник [3]

## Награды и наименования
- 01.01.1944 — почётное наименование «Житомирская» — присвоено приказом Верховного Главнокомандующего в ознаменование одержанной победы и отличие в боях за освобождение Житомира.
- 19.03.1944 —  Орден Красного Знамени — награждена указом Президиума Верховного Совета СССР от 19 марта 1944 года за образцовое выполнение заданий командования в боях за освобождение городов Староконстантинова, Изяславля , Шумска, Ямполя, Острополя и проявленные при этом доблесть и мужество.[4]
- 06.01.1945 —  Орден Суворова II степени — награждена указом Президиума Верховного Совета СССР от 6 января 1945 года за образцовое выполнение заданий командования в боях в немецкими захватчиками при прорыве обороны противника и форсировании Дуная и проявленные при этом доблесть и мужество.[5]

Награды частей дивизии:
- 1-й стрелковый ордена Суворова[6] полк
- 197-й стрелковый Львовский ордена Богдана Хмельницкого[7] полк
- 206-й стрелковый Краснознаменный[8] полк

## Известные люди, воевавшие в дивизии
- Алексейчук, Тимофей Данилович, командир стрелкового батальона 197-го стрелкового полка. Награждён 10.01.1944 года. Отличился в ходе боёв по освобождению Украинской ССР.
- Амосенков, Александр Максимович, начальник разведки 2-го дивизиона 473-го артиллерийского полка. Награждён 24.03.1945 года. Отличился при форсировании Дуная.
- Вайнштейн, Борис Яковлевич, заместитель командира стрелкового батальона по политической части 206-го стрелкового полка. Награждён 15.05.1946 года посмертно. Отличился при форсировании Дуная.
- Журило, Иван Антонович, командир отделения 20-го сапёрного батальона, старший сержант. Отличился при форсировании Дуная.
- Забобонов, Иван Семёнович, командир стрелкового батальона 1-го стрелкового полка, старший лейтенант. Герой Советского Союза. Награждён 24.03.1945 года (посмертно). Отличился при форсировании Дуная. Первым со своим батальоном форсировал Дунай и завязал бой за плацдарм на правом берегу, нанеся противнику крупный урон в живой силе. В числе первых батальон освободил Будапешт. Погиб 01.01.1945 года.
- Зигуненко, Илья Ефимович, стрелок 1-го стрелкового полка, красноармеец. Герой Советского Союза. Награждён 24.03.1945 года. Отличился при форсировании Дуная.
- Зубович, Константин Михайлович, стрелок 1-го стрелкового полка, красноармеец. Герой Советского Союза. Награждён 24.03.1945 года. Отличился при форсировании Дуная.
- Ильясов, Наги, командир отделения разведки 2-го дивизиона 473-го артиллерийского полка, ефрейтор. Награждён 24.03.1945 года. Отличился при форсировании Дуная.
- Колычев, Олег Федосеевич, командир взвода 1-го стрелкового полка, лейтенант. Герой Советского Союза. Награждён 24.03.1945 года. Отличился при форсировании Дуная. В числе первых форсировал реку, прорвал передний край и захватил рубеж на правом берегу. Будучи тяжело ранен, продолжал командовать взводом при отражении контратак.
- Кутуев, Рауф Ибрагимович, командир взвода 1-го стрелкового полка, младший лейтенант. Герой Советского Союза. Награждён 24.03.1945 года. Отличился при форсировании Дуная.
- Любавин, Василий Александрович, командир батальона 197-го стрелкового полка, капитан. Герой Советского Союза. Награждён 10.04.1944 года. Отличился во время освобождения Правобережной Украины.
- Мацыгин, Пётр Иванович, командир батальона 197-го стрелкового полка, старший лейтенант. Герой Советского Союза. Награждён 10.01.1944 года. Отличился во время Житомирско-Бердичевской операции.
- Мележик, Василий Афанасьевич, стрелок 1-го стрелкового полка, красноармеец. Герой Советского Союза. Награждён 24.03.1945 года. Отличился при форсировании Дуная.
- Милов, Павел Алексеевич, командир 4-й стрелковой роты 1-го стрелкового полка, старший лейтенант. Герой Советского Союза. Награждён 24.03.1945 года. Отличился при форсировании Дуная.
- Остапенко, Иван Григорьевич, командир отделения 1-го стрелкового полка, младший сержант, Герой Советского Союза. Награждён 24.03.1945 года. Отличился при форсировании Дуная.
- Поляков, Николай Федотович, командир стрелкового отделения 6-й стрелковой роты 2-го стрелкового батальона 1-го стрелкового полка, сержант. Герой Советского Союза. Награждён 24.03.1945 года. Отличился при форсировании Дуная.
- Парамонов, Павел Денисович, разведчик-наблюдатель 473-го артиллерийского полка, красноармеец. Герой Советского Союза. Награждён 24.03.1945 года.
- Семёнов, Дмитрий Иванович, командир дивизиона 473-го артиллерийского полка, майор. Герой Советского Союза. Награждён 24.03.1945 года. Отличился при форсировании Дуная.
- Серых, Семён Прокофьевич, заместитель по политической части командира батальона 1-го стрелкового полка, капитан. Герой Советского Союза. Награждён 24.03.1945 года.
- Ткаченко, Иван Васильевич,— командир пулемётного отделения 1-го стрелкового полка, младший сержант. Герой Советского Союза. Награждён 24.03.1945 года. Отличился при форсировании Дуная.
- Трошков, Александр Данилович, рядовой 1-го стрелкового полка. Герой Советского Союза. Награждён 24.03.1945 года. Отличился при форсировании Дуная.
- Туркенич, Иван Васильевич, помощник начальника политотдела, капитан. Командир подпольной комсомольской организации «Молодая гвардия» в городе Краснодоне. Герой Советского Союза. Удостоен звания 05.05.1990 года (посмертно) за мужество и героизм в боях за город Тарнополь (с 1944 года — Тернополь), на золотниковском плацдарме при прорыве обороны противника на львовском направлении. Смертельно ранен 13 августа 1944 года.
- Федин, Николай Алексеевич, сапёр 20-го отдельного сапёрного батальона, младший сержант. Герой Советского Союза. Награждён 24.03.1945 года. Отличился при форсировании Дуная.
- Храпов, Николай Константинович, командир взвода 1-го стрелкового полка, лейтенант. Герой Советского Союза. Награждён 24.03.1945 года. Отличился при форсировании Дуная.
- Чубаров, Алексей Кузьмич, командир 6-й стрелковой роты 1-го стрелкового полка, старший лейтенант. Герой Советского Союза. Награждён 24.03.1945 года. Отличился при форсировании Дуная.
- Шаров, Николай Дмитриевич, 	командир батареи 473-го артиллерийского полка, Герой Советского Союза. Награждён 24.03.1945 года. Отличился при форсировании Дуная.
- Шарпило, Пётр Демьянович, командир отделения 1-го стрелкового полка, старший сержант. Герой Советского Союза. Награждён 24.03.1945 года. Отличился при форсировании Дуная.